# Alpenküche

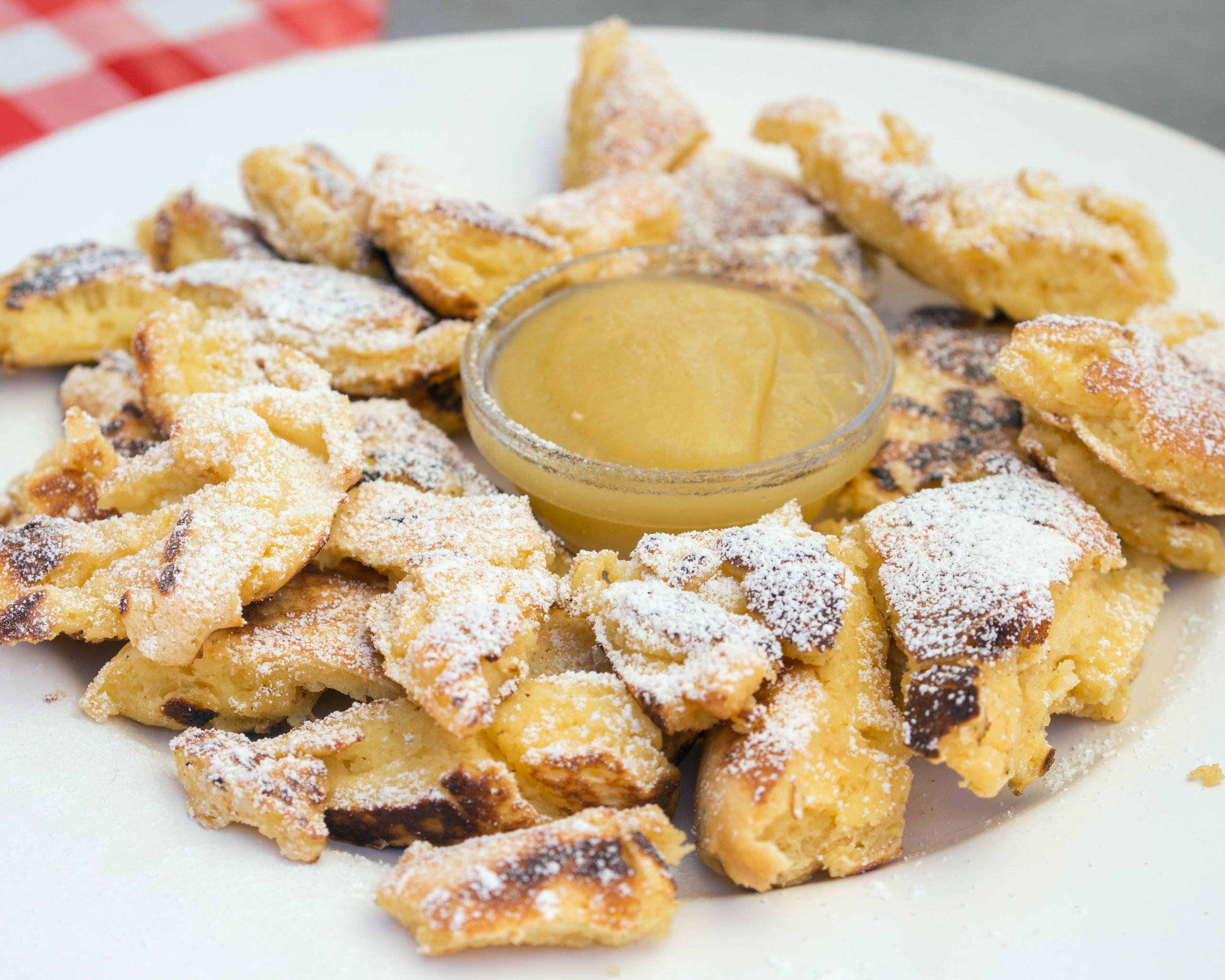
Kaiserschmarrn

Als alpenländische Küche oder kurz Alpenküche wird die regionale Küche verschiedener Regionen der Alpen bezeichnet. Trotz deutlicher regionaler Unterschiede war diese Küche im gesamten Alpenraum jahrhundertelang geprägt vom abgeschiedenen bäuerlichen Leben auf den Almen und in den Bergdörfern. Zu den Hauptnahrungsmitteln zählen bis heute Milch und Milchprodukte, Getreide und Mehlspeisen sowie durch Trocknen und Räuchern haltbar gemachtes Fleisch.

## Typische Speisen und Getränke

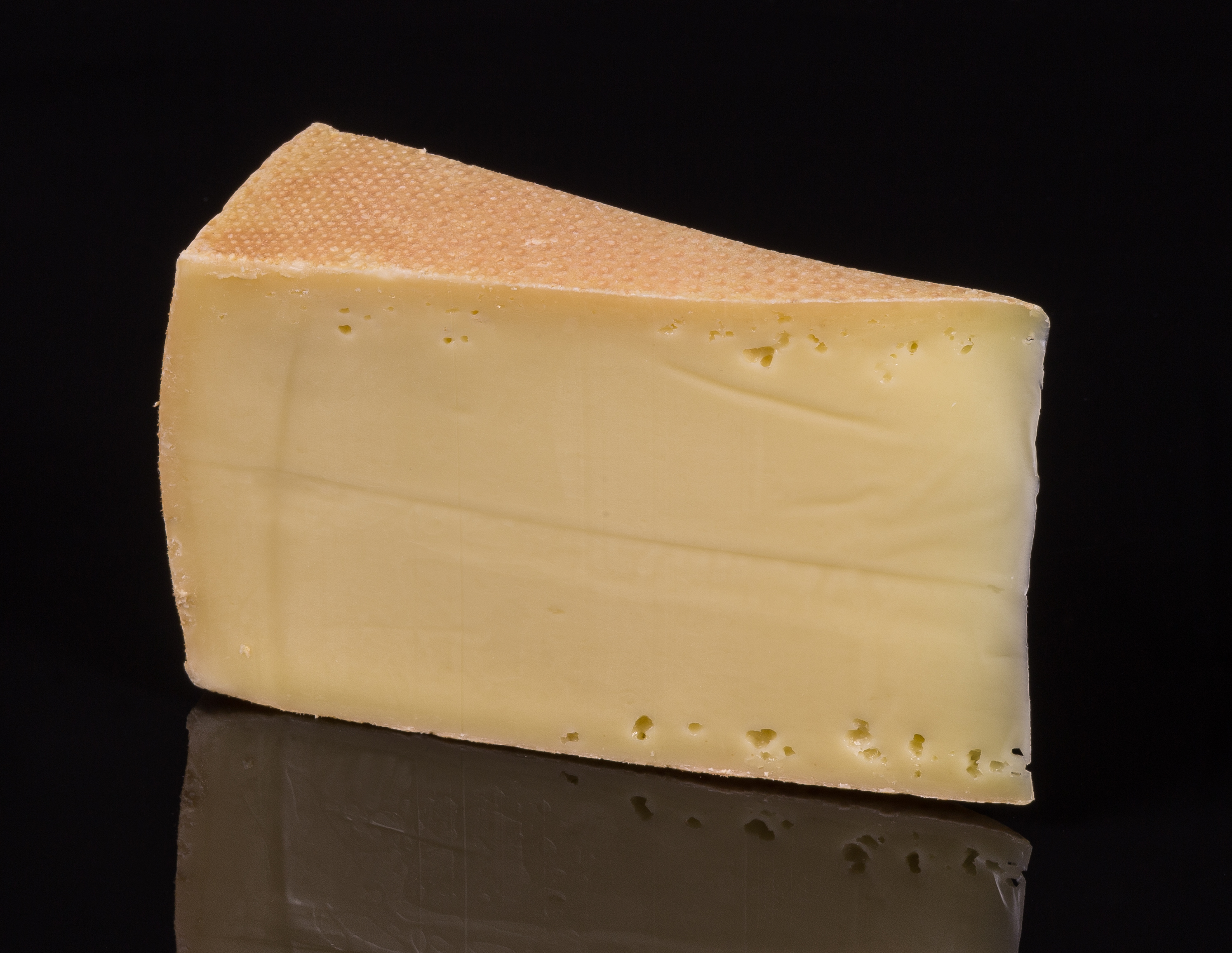
Bergkäse

### Milch- und Käseprodukte
Milch und Milchprodukte sind seit Jahrhunderten zentraler Bestandteil der alpenländischen Küche. Die bis heute typische Almwirtschaft mit alpenspezifischen Zweinutzungsrassen wie dem Simmentaler Fleckvieh oder dem Tiroler Grauvieh lässt sich bis zu Beginn unserer Zeitrechnung zurückverfolgen: Schon die römischen Schriftsteller Plinius und Strabo berichteten von der guten Milchergiebigkeit der Alpenrinder („bos alpinus“). Und auch verschiedene Bergkäse-Sorten aus der Alpenregion („caseus helveticus“) sollen von Plinius schon erwähnt worden sein. In seinem Werk Naturalis historia beschreibt er den Käse aus den gallischen Provinzen jedoch als eher unbeliebt in Rom und vergleicht den starken Geschmack mit dem von Medizin. Inzwischen hat sich die Käseherstellung in der Schweiz und auch den anderen Alpenländern deutlich weiterentwickelt: Sowohl Kuhmilch-Käse wie der Schweizer Emmentaler, der Allgäuer Bergkäse oder der französische Tomme de Savoie, als auch verschiedene Weich- und Hartkäse aus Ziegenmilch sind heute international bekannt und beliebt.

### Speck, Wurst und Trockenfleisch

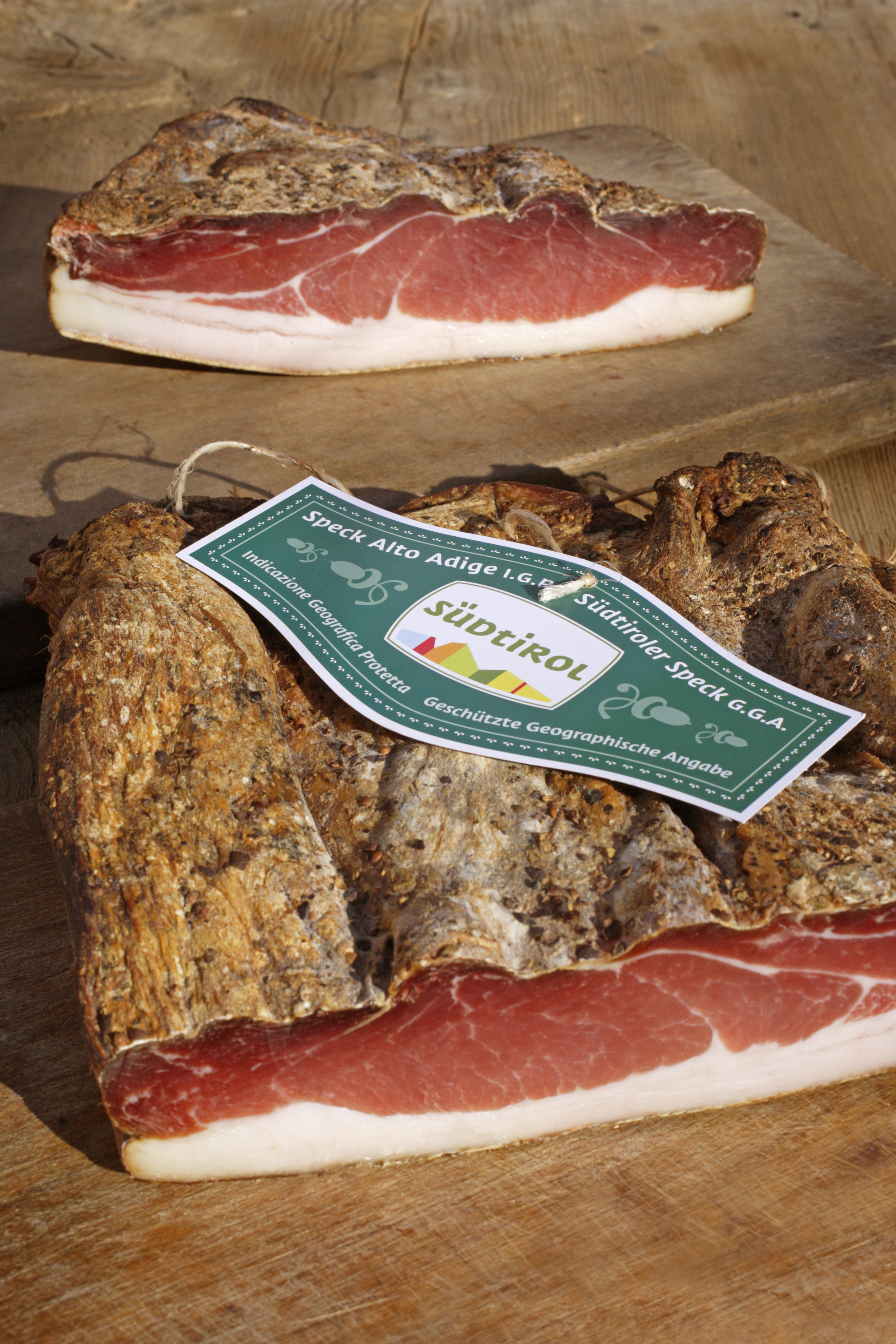
Südtiroler Speck

Die weit verbreitete Almwirtschaft und die Notwendigkeit der Vorratshaltung über die lange Wintersaison hinweg haben über die Jahrhunderte eine Reihe von haltbaren Fleischspezialitäten in der Alpenküche hervorgebracht. So stehen viele Produkte wie der Tiroler und Südtiroler Speck, das Bündnerfleisch und das Walliser Trockenfleisch heute als geschützte Herkunftsbezeichnungen unter besonderem Schutz. Aber auch andere Trockenfleisch-Produkte wie die Kaminwurze haben einen festen Platz in der alpenländischen Küche.

### Brot, Pasta und Mehlspeisen

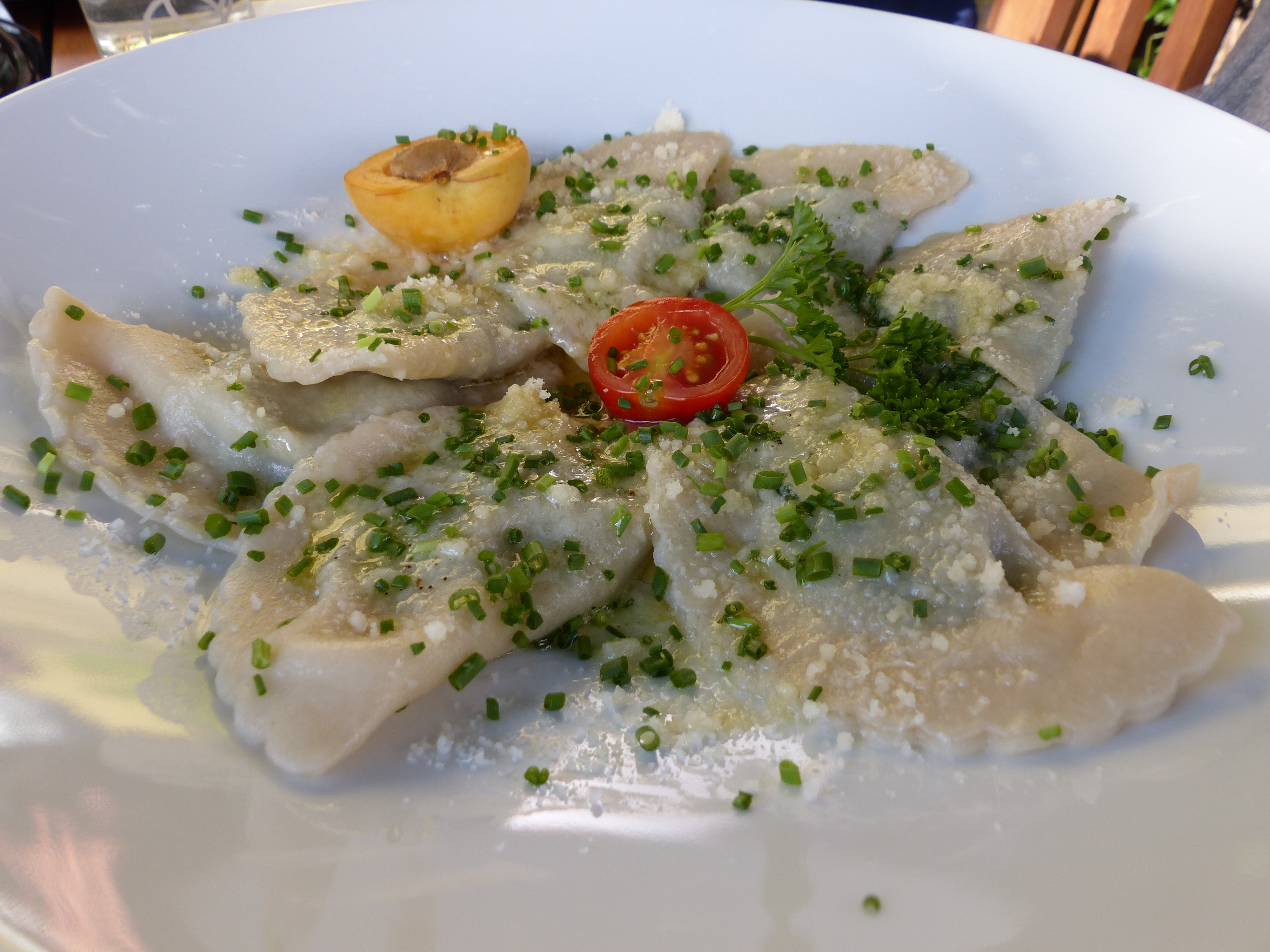
Schlutzkrapfen

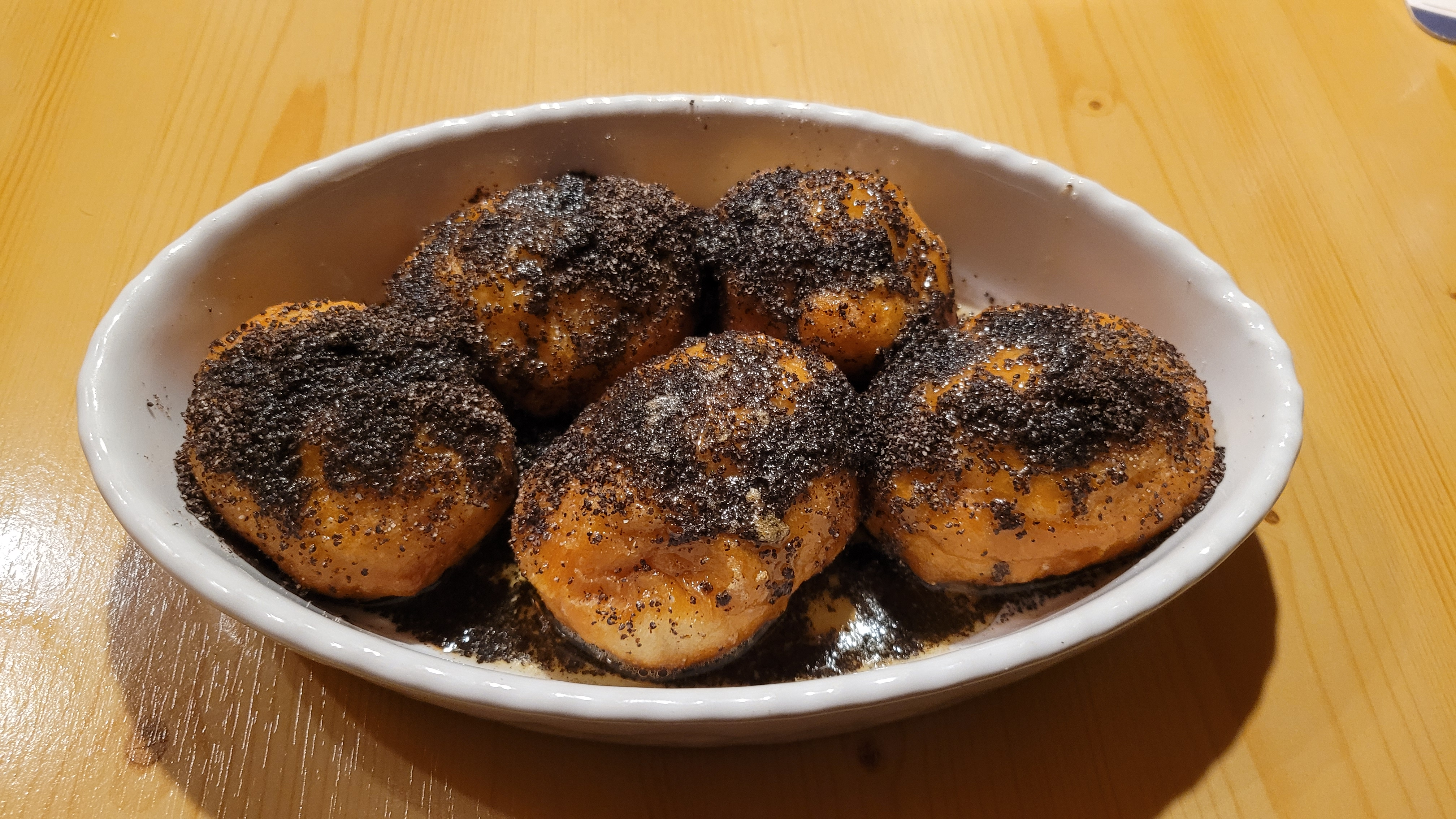
Osttiroler Nigelen

Die körperlich anstrengende Arbeit der Berghirten und Bergbauern auf den Almen erfordert bis heute viel Energie, die sich besonders gut durch kohlehydratreiche Speisen und Beilagen gewinnen lässt. Neben bekannten Gerichten wie dem Semmel-, Grieß- oder Kaiserschmarrn oder auch der Bündner Gerstensuppe aus typisch europäischen Getreidesorten wie Roggen, Gerste und Weizen hatte auch der robuste und anspruchslose Buchweizen früh einen festen Platz im alpenländischen Speiseplan. So gehören Sciatt, frittierte Buchweizenbällchen mit Käsefüllung, und Pizzoccheri (Buchweizennudeln) zu den Spezialitäten des Veltlin, und in der slowenischen Oberkrain ist Žganci (entspricht dem österreichischen Heidensterz) ein typisches Arme-Leute-Essen aus Buchweizenmehl. In Österreich stammen unter anderem aus dem Jauntal Erwähnungen aus dem Jahr 1442. In diesem Gebiet wird der Buchweizen auch heute noch kultiviert. Aus diesem Grund zählt er in Österreich als Jauntaler Hadn zu den Traditionellen Lebensmitteln.
Mit der Einführung des Mais in Europa gewann dieser auch in den Alpenküche an Bedeutung. Schon 1572 finden sich Nachweise für den Maisanbau in der Steiermark, und 1573 taucht er als „türggischer Weizen“ in den Zehntrechnungen des Amtes Salurn auf. Heute findet er sich vor allem in Form von Maisgrieß in Gerichten wie der Polenta oder dem Riebel.
Zu den typischen Speisen des Alpenraums gehören auch viele Variationen von Backwaren, bevorzugt lange haltbare Sorten wie das Südtiroler Schüttelbrot oder die Vinschgauer. Insbesondere im Winter werden Brote und Kuchen auch mit Dörrobst wie Kletzen zubereitet – etwa das in Österreich und Südtirol verbreitete Kletzenbrot, oder Schweizer Spezialitäten wie Birnbrot und Schlorzifladen. Diese Rezepte entstanden in armen Bergregionen oft aus der Notwendigkeit heraus, teure Brotgetreide aus dem Unterland mit Dörrfrüchten zu strecken.
Neben den bereits genannten Spezialitäten zählen beispielsweise auch die folgenden Gerichte zur traditionellen Alpenküche:
- Buchteln – süße, gefüllte oder ungefüllte Mehlspeise, die im Ofen gebacken wird
- Germknödel – eine Art von Dampfnudeln
- Kartoffelpaunzen – Tiroler Spezialität aus Kartoffelteig, welche an Gnocchi di patate erinnern
- Kaspressknödel – westösterreichische Spezialität von flach gepressten Knödeln aus Knödelbrot und Käse
- Schlutz- bzw. Schlipfkrapfen – Nudelspezialität aus Tirol, ähneln den italienischen Ravioli
- Spätzle – schwäbische bzw. alemannische Eierteigwaren in länglicher Form
- Nigelen – Osttiroler Dessert aus Hefeteig und Mohnsamen

### Wein und Spirituosen
Durch die klimatisch günstige Lage haben sich insbesondere die südlichen Alpenregionen als Weinanbaugebiete einen Namen gemacht. So hat der Weinbau in Südtirol eine lange Tradition, die sich aufgrund von Indizien bis in vorrömische Zeiten zurückverfolgen lässt: Durch Funde von Traubensamen aus der Eisenzeit (Stufels bei Brixen) und archäologische Ausgrabungen von ca. 400 v. Chr. wird auf einen Weinbau schon vor 3000 Jahren geschlossen. Die vermutlich älteste Quelle ist Marcus Porcius Catos De agri cultura über die damaligen Weine aus Rätien. Und auch Weine aus den französischen und österreichischen Bergregionen sind schon lange überregional bekannt und beliebt.
Zu den weiteren Spezialitäten der Alpen gehört der Schweizer Chèvre, der österreichische Zirbenlikör und der Enzianschnaps, bei dem das Wissen um die Standorte, das Ernten und das Verarbeiten der Wurzeln im Tiroler Paznaun 2013 von der UNESCO als immaterielles Kulturerbe anerkannt wurde.

## Regionale Küchen
Durch die große geografische Ausdehnung, die klimatischen Unterschiede und die spärliche Infrastruktur war die Alpenküche schon immer stark von lokalen Einflüssen der jeweiligen Landesküchen geprägt. So spielen etwa die in der französischen und italienischen Alpenküche weit verbreiteten Edelkastanien in der Küche der bayerischen und österreichischen Alpen nur eine Nebenrolle, während umgekehrt beispielsweise das in der bayerischen Küche beliebte Sauerkraut in den südlichen Alpenregionen wie Tirol und Südtirol keine große Verbreitung findet.
Neben der räumlichen Trennung trägt auch die weit verbreitete Brauchtumspflege zum Erhalt der traditionellen regionalen Alpenküchen bei. So konnte der 2004 gegründete Verein Kulinarisches Erbe der Schweiz unterstützt durch das Bundesamtes für Landwirtschaft und der Schweizer Kantone eine Online-Enzyklopädie mit über 400 Produkten der Schweizer Küche aufbauen. Und auch die Slow-Food-Bewegung mit Hauptsitz im italienischen Piemont setzt sich für den Erhalt der regionalen Diversität und der kulinarischen Kulturen ein.